# Gaston van Orléans (1608-1660)
Gaston Jean Baptiste van Frankrijk, hertog van Orléans (Fontainebleau, 25 april 1608 – Blois, 2 februari 1660), prins van Frankrijk. Hij werd geboren als het vijfde kind en derde zoon van de koning Hendrik IV van Frankrijk en Maria de' Medici.

## Leven
Gaston Jean-Baptiste werd geboren op 25 april 1608 en hij was een jongere broer van Lodewijk, de latere koning van Frankrijk. Andere leden van het gezin waren: Elisabeth, de latere koningin van Spanje door haar huwelijk met koning Filips IV, Christina Maria die door haar huwelijk met Victor Amadeus I hertogin van Savoye werd, Nicolaas Hendrik die echter op jonge leeftijd overleed. Dezen waren allen ouder dan Gaston. Tevens was er nog een jongere zus, Henriëtta Maria die door haar huwelijk met Karel I van Engeland koningin van Engeland werd.
Gaston Jean-Baptiste werd geboren als hertog van Anjou. Aan het hof stond hij vooral bekend als Monsieur. Zijn oudste broer, koning Lodewijk XIII van Frankrijk deed in 1626 de titel van hertog van Orléans herleven en verleende die titel aan zijn jongere broer Gaston Jean-Baptiste. Nadat deze in 1660 was overleden zonder mannelijke opvolger, werd het hertogdom in het daaropvolgende jaar door koning Lodewijk XIV geschonken aan zijn jongere broer Filips. Hij kreeg in 1646 de titel hertog van Alençon.
Gaston was een eeuwig intrigant, eerst tegen Richelieu en nadien tegen Mazarin. In 1630 nam hij deel aan de revolte van hertog Hendrik II van Montmorency en in 1634 sloot hij een geheim verdrag met Spanje. Na de geboorte van een zoon van Lodewijk XIII in 1638, verloor hij zijn rang als eerste troonopvolger en hierdoor ook zijn kredietfaciliteiten om het kasteel van Blois verder af te werken. Bij de dood van Lodewijk XIII werd hij luitenant-generaal van Frankrijk en leidde hij het Franse leger. Hij boekte enkele snelle successen tegen Spanje en veroverde een deel van Vlaanderen, zoals Grevelingen. Gaston Jean-Baptiste maakte ook deel uit van La Fronde en Mazarin deed hem naar zijn kasteel van Blois verbannen. Hij stierf aldaar op 2 februari 1660 tijdens de regering van zijn neef koning Lodewijk XIV.

## Huwelijken en kinderen
Gaston huwde op 6 augustus 1626 te Nantes met Maria van Bourbon (1605−1627), de dochter van Hendrik van Bourbon, hertog van Montpensier (1573−1608) en Henriette van Joyeuse. Samen met Maria had hij een dochter en een zoon:
1. Anne Marie Louise van Orléans, "La Grande Mademoiselle" (Palais du Louvre, 29 mei 1627 – Palais du Luxembourg, 5 april 1693). Zij was hertogin van Montpensier en had de bijnaam La Grande Mademoiselle om haar te onderscheiden van de oudste ongetrouwde dochter van Monsieur (de broer van Lodewijk XIV), die Mademoiselle werd genoemd.
2. Jean Gaston (ca. 1626)

Gaston hertrouwde op 31 januari 1632 te Nancy met Margaretha van Lotharingen (1615−1672), een dochter van Frans II van Lotharingen en Christina van Salm (1575−1627). Het huwelijk werd op 5 september 1634 echter nietig verklaard, omdat er geen toestemming voor was gevraagd aan koning Lodewijk XIII. Op zijn sterfbed gaf Lodewijk XIII alsnog zijn toestemming en op 27 mei 1643 trouwden Gaston en Margaretha opnieuw. Zij kregen vier dochters en een zoon:
1. Marguerite Louise van Orléans (Parijs, 28 juli 1645 – aldaar, 17 september 1721), huwde te Florence op 20 juni 1661 met Cosimo III de' Medici (gescheiden in 1675).
2. Elizabeth Marguerite van Orléans (Parijs, 26 december 1646 – Versailles, 17 maart 1696), gravin van Alençon, huwde te Saint-Germain-en-Laye op 15 mei 1667 met Lodewijk van Lotharingen, hertog van Guise.
3. Françoise Madeleine van Orléans (Saint-Germain-en-Laye, 13 oktober 1648 – Turijn, 14 januari 1664), huwde in het Palais du Louvre op 4 maart 1663 met hertog Karel Emanuel II van Savoye.
4. Jean Gaston van Orléans, hertog van Valois (Parijs, 17 augustus 1650 – aldaar, 10 augustus 1652).
5. Marie Anne van Orléans (Parijs, 9 november 1652 – Blois, 17 augustus 1656).

Gaston had twee buitenechtelijke kinderen. Met Marie Porcher kreeg hij op 1 januari 1631 in Parijs een dochter Marie. Met Louise (Louison) Roger de Marbelière (geb. 1621) kreeg hij in 1638 in Tours een zoon, Jean Louis (1638-1692) die later graaf van Charny werd.

## Kwartierstaat (voorouders)
| Karel van Bourbon-Vendôme (1489-1537) | Karel van Bourbon-Vendôme (1489-1537) | Karel van Bourbon-Vendôme (1489-1537) | Karel van Bourbon-Vendôme (1489-1537) | Karel van Bourbon-Vendôme (1489-1537)   | Karel van Bourbon-Vendôme (1489-1537)   | Françoise van Alençon (1491-1550)       | Françoise van Alençon (1491-1550)       | Françoise van Alençon (1491-1550)       | Françoise van Alençon (1491-1550)       | Françoise van Alençon (1491-1550)    | Françoise van Alençon (1491-1550)    |                                      |                                      | Hendrik II van Navarra (1503-1555)   | Hendrik II van Navarra (1503-1555)   | Hendrik II van Navarra (1503-1555)  | Hendrik II van Navarra (1503-1555)  | Hendrik II van Navarra (1503-1555) | Hendrik II van Navarra (1503-1555) | Margaretha van Valois (1492-1549)   | Margaretha van Valois (1492-1549)   | Margaretha van Valois (1492-1549)   | Margaretha van Valois (1492-1549)   | Margaretha van Valois (1492-1549)   | Margaretha van Valois (1492-1549)   |  |  | Cosimo I de' Medici (1519-1574)    | Cosimo I de' Medici (1519-1574)    | Cosimo I de' Medici (1519-1574)    | Cosimo I de' Medici (1519-1574)    | Cosimo I de' Medici (1519-1574)    | Cosimo I de' Medici (1519-1574)    | Eleonora van Toledo (1522-1562)    | Eleonora van Toledo (1522-1562)    | Eleonora van Toledo (1522-1562)    | Eleonora van Toledo (1522-1562)    | Eleonora van Toledo (1522-1562) | Eleonora van Toledo (1522-1562) |                                |                                | Keizer Ferdinand I (1503-1564) | Keizer Ferdinand I (1503-1564) | Keizer Ferdinand I (1503-1564)            | Keizer Ferdinand I (1503-1564)            | Keizer Ferdinand I (1503-1564)            | Keizer Ferdinand I (1503-1564)            | Anna van Bohemen en Hongarije (1503-1547) | Anna van Bohemen en Hongarije (1503-1547) | Anna van Bohemen en Hongarije (1503-1547) | Anna van Bohemen en Hongarije (1503-1547) | Anna van Bohemen en Hongarije (1503-1547) | Anna van Bohemen en Hongarije (1503-1547) |  |  |  |  |  |  |  |  |  |  |  |  |  |  |  |  |  |  |  |  |  |  |  |  |  |  |  |  |  |  |  |  |  |  |  |  |  |  |  |  |  |  |  |  |  |  |  |  |
| Karel van Bourbon-Vendôme (1489-1537) | Karel van Bourbon-Vendôme (1489-1537) | Karel van Bourbon-Vendôme (1489-1537) | Karel van Bourbon-Vendôme (1489-1537) | Karel van Bourbon-Vendôme (1489-1537)   | Karel van Bourbon-Vendôme (1489-1537)   | Françoise van Alençon (1491-1550)       | Françoise van Alençon (1491-1550)       | Françoise van Alençon (1491-1550)       | Françoise van Alençon (1491-1550)       | Françoise van Alençon (1491-1550)    | Françoise van Alençon (1491-1550)    |                                      |                                      | Hendrik II van Navarra (1503-1555)   | Hendrik II van Navarra (1503-1555)   | Hendrik II van Navarra (1503-1555)  | Hendrik II van Navarra (1503-1555)  | Hendrik II van Navarra (1503-1555) | Hendrik II van Navarra (1503-1555) | Margaretha van Valois (1492-1549)   | Margaretha van Valois (1492-1549)   | Margaretha van Valois (1492-1549)   | Margaretha van Valois (1492-1549)   | Margaretha van Valois (1492-1549)   | Margaretha van Valois (1492-1549)   |  |  | Cosimo I de' Medici (1519-1574)    | Cosimo I de' Medici (1519-1574)    | Cosimo I de' Medici (1519-1574)    | Cosimo I de' Medici (1519-1574)    | Cosimo I de' Medici (1519-1574)    | Cosimo I de' Medici (1519-1574)    | Eleonora van Toledo (1522-1562)    | Eleonora van Toledo (1522-1562)    | Eleonora van Toledo (1522-1562)    | Eleonora van Toledo (1522-1562)    | Eleonora van Toledo (1522-1562) | Eleonora van Toledo (1522-1562) |                                |                                | Keizer Ferdinand I (1503-1564) | Keizer Ferdinand I (1503-1564) | Keizer Ferdinand I (1503-1564)            | Keizer Ferdinand I (1503-1564)            | Keizer Ferdinand I (1503-1564)            | Keizer Ferdinand I (1503-1564)            | Anna van Bohemen en Hongarije (1503-1547) | Anna van Bohemen en Hongarije (1503-1547) | Anna van Bohemen en Hongarije (1503-1547) | Anna van Bohemen en Hongarije (1503-1547) | Anna van Bohemen en Hongarije (1503-1547) | Anna van Bohemen en Hongarije (1503-1547) |  |  |  |  |  |  |  |  |  |  |  |  |  |  |  |  |  |  |  |  |  |  |  |  |  |  |  |  |  |  |  |  |  |  |  |  |  |  |  |  |  |  |  |  |  |  |  |  |
|                                       |                                       |                                       |                                       |                                         |                                         |                                         |                                         |                                         |                                         |                                      |                                      |                                      |                                      |                                      |                                      |                                     |                                     |                                    |                                    |                                     |                                     |                                     |                                     |                                     |                                     |  |  |                                    |                                    |                                    |                                    |                                    |                                    |                                    |                                    |                                    |                                    |                                 |                                 |                                |                                |                                |                                |                                           |                                           |                                           |                                           |                                           |                                           |                                           |                                           |                                           |                                           |  |  |  |  |  |  |  |  |  |  |  |  |  |  |  |  |  |  |  |  |  |  |  |  |  |  |  |  |  |  |  |  |  |  |  |  |  |  |  |  |  |  |  |  |  |  |  |  |
|                                       |                                       |                                       |                                       | Anton van Bourbon (1518-1562)           | Anton van Bourbon (1518-1562)           | Anton van Bourbon (1518-1562)           | Anton van Bourbon (1518-1562)           | Anton van Bourbon (1518-1562)           | Anton van Bourbon (1518-1562)           |                                      |                                      |                                      |                                      |                                      |                                      | Johanna van Albret (1528-1572)      | Johanna van Albret (1528-1572)      | Johanna van Albret (1528-1572)     | Johanna van Albret (1528-1572)     | Johanna van Albret (1528-1572)      | Johanna van Albret (1528-1572)      |                                     |                                     |                                     |                                     |  |  |                                    |                                    |                                    |                                    | Francesco I de' Medici (1541-1587) | Francesco I de' Medici (1541-1587) | Francesco I de' Medici (1541-1587) | Francesco I de' Medici (1541-1587) | Francesco I de' Medici (1541-1587) | Francesco I de' Medici (1541-1587) |                                 |                                 |                                |                                |                                |                                | Johanna van Oostenrijk (1547-1578)        | Johanna van Oostenrijk (1547-1578)        | Johanna van Oostenrijk (1547-1578)        | Johanna van Oostenrijk (1547-1578)        | Johanna van Oostenrijk (1547-1578)        | Johanna van Oostenrijk (1547-1578)        |                                           |                                           |                                           |                                           |  |  |  |  |  |  |  |  |  |  |  |  |  |  |  |  |  |  |  |  |  |  |  |  |  |  |  |  |  |  |  |  |  |  |  |  |  |  |  |  |  |  |  |  |  |  |  |  |
|                                       |                                       |                                       |                                       | Anton van Bourbon (1518-1562)           | Anton van Bourbon (1518-1562)           | Anton van Bourbon (1518-1562)           | Anton van Bourbon (1518-1562)           | Anton van Bourbon (1518-1562)           | Anton van Bourbon (1518-1562)           |                                      |                                      |                                      |                                      |                                      |                                      | Johanna van Albret (1528-1572)      | Johanna van Albret (1528-1572)      | Johanna van Albret (1528-1572)     | Johanna van Albret (1528-1572)     | Johanna van Albret (1528-1572)      | Johanna van Albret (1528-1572)      |                                     |                                     |                                     |                                     |  |  |                                    |                                    |                                    |                                    | Francesco I de' Medici (1541-1587) | Francesco I de' Medici (1541-1587) | Francesco I de' Medici (1541-1587) | Francesco I de' Medici (1541-1587) | Francesco I de' Medici (1541-1587) | Francesco I de' Medici (1541-1587) |                                 |                                 |                                |                                |                                |                                | Johanna van Oostenrijk (1547-1578)        | Johanna van Oostenrijk (1547-1578)        | Johanna van Oostenrijk (1547-1578)        | Johanna van Oostenrijk (1547-1578)        | Johanna van Oostenrijk (1547-1578)        | Johanna van Oostenrijk (1547-1578)        |                                           |                                           |                                           |                                           |  |  |  |  |  |  |  |  |  |  |  |  |  |  |  |  |  |  |  |  |  |  |  |  |  |  |  |  |  |  |  |  |  |  |  |  |  |  |  |  |  |  |  |  |  |  |  |  |
|                                       |                                       |                                       |                                       |                                         |                                         |                                         |                                         |                                         |                                         | Hendrik IV van Frankrijk (1553-1610) | Hendrik IV van Frankrijk (1553-1610) | Hendrik IV van Frankrijk (1553-1610) | Hendrik IV van Frankrijk (1553-1610) | Hendrik IV van Frankrijk (1553-1610) | Hendrik IV van Frankrijk (1553-1610) |                                     |                                     |                                    |                                    |                                     |                                     |                                     |                                     |                                     |                                     |  |  |                                    |                                    |                                    |                                    |                                    |                                    |                                    |                                    |                                    |                                    | Maria de' Medici (1575-1642)    | Maria de' Medici (1575-1642)    | Maria de' Medici (1575-1642)   | Maria de' Medici (1575-1642)   | Maria de' Medici (1575-1642)   | Maria de' Medici (1575-1642)   |                                           |                                           |                                           |                                           |                                           |                                           |                                           |                                           |                                           |                                           |  |  |  |  |  |  |  |  |  |  |  |  |  |  |  |  |  |  |  |  |  |  |  |  |  |  |  |  |  |  |  |  |  |  |  |  |  |  |  |  |  |  |  |  |  |  |  |  |
|                                       |                                       |                                       |                                       |                                         |                                         |                                         |                                         |                                         |                                         | Hendrik IV van Frankrijk (1553-1610) | Hendrik IV van Frankrijk (1553-1610) | Hendrik IV van Frankrijk (1553-1610) | Hendrik IV van Frankrijk (1553-1610) | Hendrik IV van Frankrijk (1553-1610) | Hendrik IV van Frankrijk (1553-1610) |                                     |                                     |                                    |                                    |                                     |                                     |                                     |                                     |                                     |                                     |  |  |                                    |                                    |                                    |                                    |                                    |                                    |                                    |                                    |                                    |                                    | Maria de' Medici (1575-1642)    | Maria de' Medici (1575-1642)    | Maria de' Medici (1575-1642)   | Maria de' Medici (1575-1642)   | Maria de' Medici (1575-1642)   | Maria de' Medici (1575-1642)   |                                           |                                           |                                           |                                           |                                           |                                           |                                           |                                           |                                           |                                           |  |  |  |  |  |  |  |  |  |  |  |  |  |  |  |  |  |  |  |  |  |  |  |  |  |  |  |  |  |  |  |  |  |  |  |  |  |  |  |  |  |  |  |  |  |  |  |  |
|                                       |                                       |                                       |                                       |                                         |                                         |                                         |                                         |                                         |                                         |                                      |                                      |                                      |                                      |                                      |                                      |                                     |                                     |                                    |                                    |                                     |                                     |                                     |                                     |                                     |                                     |  |  |                                    |                                    |                                    |                                    |                                    |                                    |                                    |                                    |                                    |                                    |                                 |                                 |                                |                                |                                |                                |                                           |                                           |                                           |                                           |                                           |                                           |                                           |                                           |                                           |                                           |  |  |  |  |  |  |  |  |  |  |  |  |  |  |  |  |  |  |  |  |  |  |  |  |  |  |  |  |  |  |  |  |  |  |  |  |  |  |  |  |  |  |  |  |  |  |  |  |
|                                       |                                       |                                       |                                       |                                         |                                         |                                         |                                         |                                         |                                         |                                      |                                      |                                      |                                      |                                      |                                      |                                     |                                     |                                    |                                    |                                     |                                     |                                     |                                     |                                     |                                     |  |  |                                    |                                    |                                    |                                    |                                    |                                    |                                    |                                    |                                    |                                    |                                 |                                 |                                |                                |                                |                                |                                           |                                           |                                           |                                           |                                           |                                           |                                           |                                           |                                           |                                           |  |  |  |  |  |  |  |  |  |  |  |  |  |  |  |  |  |  |  |  |  |  |  |  |  |  |  |  |  |  |  |  |  |  |  |  |  |  |  |  |  |  |  |  |  |  |  |  |
|                                       |                                       |                                       |                                       | Lodewijk XIII van Frankrijk (1601-1643) | Lodewijk XIII van Frankrijk (1601-1643) | Lodewijk XIII van Frankrijk (1601-1643) | Lodewijk XIII van Frankrijk (1601-1643) | Lodewijk XIII van Frankrijk (1601-1643) | Lodewijk XIII van Frankrijk (1601-1643) |                                      |                                      | Elisabeth van Frankrijk (1602-1644)  | Elisabeth van Frankrijk (1602-1644)  | Elisabeth van Frankrijk (1602-1644)  | Elisabeth van Frankrijk (1602-1644)  | Elisabeth van Frankrijk (1602-1644) | Elisabeth van Frankrijk (1602-1644) |                                    |                                    | Christina van Frankrijk (1606-1663) | Christina van Frankrijk (1606-1663) | Christina van Frankrijk (1606-1663) | Christina van Frankrijk (1606-1663) | Christina van Frankrijk (1606-1663) | Christina van Frankrijk (1606-1663) |  |  | Nicolaas van Frankrijk (1607-1611) | Nicolaas van Frankrijk (1607-1611) | Nicolaas van Frankrijk (1607-1611) | Nicolaas van Frankrijk (1607-1611) | Nicolaas van Frankrijk (1607-1611) | Nicolaas van Frankrijk (1607-1611) |                                    |                                    | Gaston van Orléans (1608-1660)     | Gaston van Orléans (1608-1660)     | Gaston van Orléans (1608-1660)  | Gaston van Orléans (1608-1660)  | Gaston van Orléans (1608-1660) | Gaston van Orléans (1608-1660) |                                |                                | Henriëtta Maria van Frankrijk (1609-1669) | Henriëtta Maria van Frankrijk (1609-1669) | Henriëtta Maria van Frankrijk (1609-1669) | Henriëtta Maria van Frankrijk (1609-1669) | Henriëtta Maria van Frankrijk (1609-1669) | Henriëtta Maria van Frankrijk (1609-1669) |                                           |                                           |                                           |                                           |  |  |  |  |  |  |  |  |  |  |  |  |  |  |  |  |  |  |  |  |  |  |  |  |  |  |  |  |  |  |  |  |  |  |  |  |  |  |  |  |  |  |  |  |  |  |  |  |